# Guusje Walstra
Guusje Walstra (Haarlem, 6 juli 2003) is een Nederlandse zangeres, songwriter en producer. Ze staat bekend om haar mix van avant-pop en Nederlandstalige teksten.

## Carrière
Guusje Walstra begon haar muzikale opleiding aan de Koorschool Haarlem, waar ze een klassieke zangachtergrond ontwikkelde. Hier deed ze ervaring op met koorzang en samenzang, wat de basis legde voor haar verdere muzikale ontwikkeling. Naarmate ze ouder werd, raakte ze steeds meer geïnteresseerd in pop- en elektronische muziek en begon ze zelf nummers te schrijven en te produceren.
Op 16-jarige leeftijd kwam ze in contact met verschillende producers en songwriters en begon ze samen te werken aan muziekprojecten. Door deze samenwerkingen leerde ze veel over het proces van songwriting en productie binnen de muziekindustrie. Toch merkte ze na verloop van tijd dat ze haar eigen artistieke visie volledig wilde vormgeven en besloot ze haar muziek zelf te gaan schrijven en produceren. Dit stelde haar in staat om haar eigen geluid te ontwikkelen zonder concessies te doen aan haar creatieve richting.
In 2022 begon ze haar studie aan het Conservatorium van Amsterdam, waar ze zich verder specialiseerde in songwriting en muziekproductie. Tijdens haar opleiding werkte ze samen met verschillende artiesten en producers en verdiepte ze zich in het componeren en produceren van haar eigen muziek.
In 2023 bracht Guusje Walstra haar debuutsingle "Een Reden" uit, gevolgd door de single "Haya" in 2024. Deze nummers markeerden haar eerste stappen als soloartiest. Ze trad op bij verschillende prestigieuze podia, waaronder de Melkweg in Amsterdam als onderdeel van de RADAR-show, Paradiso, en stond op een showcase tijdens Eurosonic Noorderslag (ESNS). Daarnaast nam ze deel aan de Popronde, waar ze op verschillende locaties in Nederland optrad.
Guusje Walstra heeft een duidelijk beeld voor ogen met haar muziek: "groot, groter, grootst." Dit werd wederom bevestigd tijdens haar optreden op Frisse Duyck in 2025, waar ze met haar energieke performance het publiek wist te overtuigen. Over haar toekomstplannen werd al eerder gespeculeerd: "De release van de EP laat hopelijk niet lang meer op zich wachten. Eén ding is zeker: het wordt groots."
Naast haar soloproject is Guusje Walstra actief als producer en songwriter bij BMG Benelux. Tevens is ze docent aan de Dutch School of Popular Music (DSOPM), waar ze haar kennis en ervaring in songwriting en muziekproductie doorgeeft aan de volgende generatie muzikanten.
Walstra's muziek is te beluisteren op diverse streamingplatforms, waaronder Spotify en Apple Music.

## Discografie

### Singles
| Jaar | Titel     |
| ---- | --------- |
| 2023 | Een Reden |
| 2024 | Haya      |

## Optredens & erkenning
Guusje Walstra heeft opgetreden op diverse festivals en evenementen, waaronder:
- RADAR-show in de Melkweg
- Popronde 2024
- Showcase tijdens ESNS (Eurosonic Noorderslag)
- Wisseloord Sessions
- Amsterdamse Popprijs 2024
- Poppodia als Paradiso en Melkweg
- Frisse Duyck 2025